# Joachim Gernet
Joachim Gernet (* 6. Dezember 1648 in Gollnow, Schwedisch-Pommern; † 9. Oktober 1710 in Reval, Russisches Kaiserreich) war ein deutscher Jurist und Bürgermeister in Reval.

## Leben
Die Eltern Georg Gernet und Elisabeth Rudolphi lebten in Gollnow in Hinterpommern, das damals unter schwedischer Herrschaft stand.
Joachim Gernet studierte Rechtswissenschaft in Frankfurt (Oder) und ließ sich danach in Reval nieder, das ebenfalls zum Königreich Schweden gehörte.
Seit 1673 war er dort als Advokat (Juris practicus) tätig. 1691 war er auch für Finanzrechtsfragen zuständig (advocatus fisci). Seit 1692 war Joachim Gernet Obersekretär der Stadt, 1710 deren Syndicus. Als solcher unterzeichnete er am 9. September 1710 die schwedische Kapitulationserklärung gegenüber dem Russischen Reich mit.
Am 8. Oktober wurde Gernet zu einem der vier Bürgermeister ernannt, am folgenden Tag starb er an der Pest.

## Ehen und Nachkommen
Joachim Gernet war zweimal verheiratet, in zweiter Ehe mit Hedwig Sidonie Heidrich. Er hatte insgesamt zehn Kinder
- Joachim Gernet
- Margaretha Laurin
- Dorothea Gernet
- Katharina Elisabeth Gernet
- Hedwig Dorothea Herlin, dann Krechter
- Johann Friedrich Gernet
- Karl Gottlieb (von) Gernet (1700–1791), wurde 1761 in den Reichsadelsstand erhoben
- Wilhelm Heinrich Gernet (1703–1772)
- Friedrich Gottlieb Gernet
- Christina Sophia Gernet†